# 保罗·马茨奇

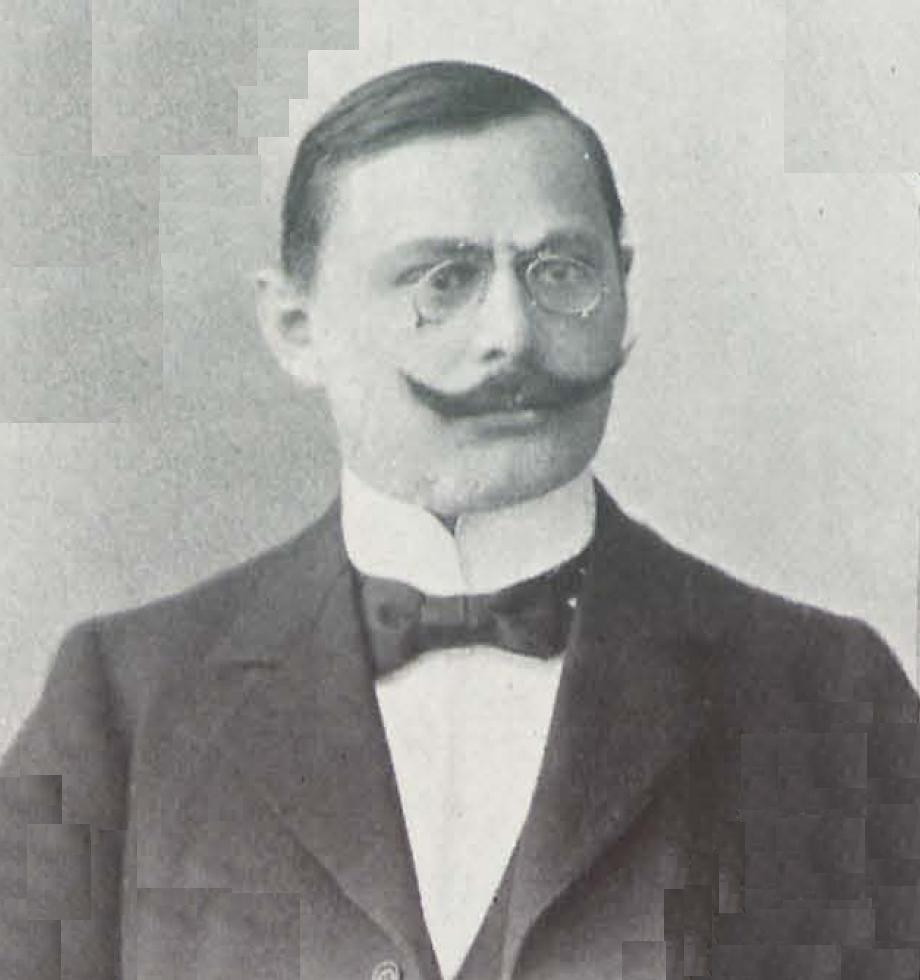
保罗·马茨奇

保罗·马茨奇（Paul Matschie，1861 年 8 月 11 日，哈弗尔河畔勃兰登堡– 1926 年 3 月 7 日，弗里德瑙），也有譯作保罗·马奇，是一位德国动物学家。
他在哈雷大学和柏林大学学习数学和自然科学，之后在让·卡巴尼斯 (Jean Cabanis ，1816-1906 年) 领导下的柏林动物博物馆担任无偿志愿者。 1892年，他负责博物馆的哺乳动物部门，后来成为馆长（1895年），并于1902年获得教授称号。 1924年，他被任命为博物馆第二任馆长。
1891 年至 1893 年间，他描述了 11 種新的爬行动物物种。 一种名为马氏蜥虎 (Tornier, 1901)的壁虎以他的名字命名。  马茨奇在柏林组织了第五届国际动物学家大会，并在几年内担任《Natur und Haus》杂志的联合编辑。 
除了上述的蜥虎，還有马氏树袋鼠(Dendrolagus matschiei) 和马氏婴猴(Galago matschiei) 也是以他的名字命名的哺乳动物。

## 精选著作
除特别注明外，皆為德文著作：
- Die Säugthiere Deutsch-Ost-Afrikas, 1895.
- Säugethiere, 1898.
- Die Megachiroptera des Berliner Museums für Naturkunde, 1899.
- Die Fledermäuse des Berliner Museums für Naturkunde, etc., 1899.
- Die Säugetiere der von W. Kükenthal auf Halmahera, Batjan und Nord-Celebes gemachten Ausbeute by Paul Matschie and W G Kükenthal, 1900.
- Le sanglier noir de l'Ituri "Hylochoerus ituriensis", 1906. (in French).
- Mammalia, Aves, Reptilia, Amphibia, Pisces by Paul Matschie, et al. 1909.[3]